# Panara
Panara é uma vila no distrito de Chhindwara, no estado indiano de Madhya Pradesh.

## Geografia
Panara está localizada a 22° 04′ N, 78° 33′ L. Tem uma altitude média de 733 metros (2 404 pés).

## Demografia
Segundo o censo de 2001, Panara tinha uma população de 4 144 habitantes. Os indivíduos do sexo masculino constituem 50% da população e os do sexo feminino 50%. Panara tem uma taxa de literacia de 69%, superior à média nacional de 59,5%: a literacia no sexo masculino é de 76% e no sexo feminino é de 62%. Em Panara, 11% da população está abaixo dos 6 anos de idade.